# Ratpenat groc de Ghana
El ratpenat groc de Ghana (Scotophilus nucella) és una espècie de ratpenat de la família dels vespertiliònids que es troba a Ghana, Costa d'Ivori i Uganda.